# Kevin Costner
Kevin Michael Costner (Lynwood (Californië), 18 januari 1955) is een Amerikaans filmacteur, -regisseur, die ook zelf films produceert en daarnaast is hij zanger.

## Carrière
Hij brak definitief door in Hollywood door zijn hoofdrol als Eliot Ness in The Untouchables van Brian DePalma, naast sterren als Robert De Niro, Sean Connery en de toen onbekende Andy Garcia.
Costners grootste hit was Dances with Wolves, waar hij niet alleen de hoofdrol in had, maar die ook door hem geregisseerd werd en waarvan hij een van de twee producenten was. De film werd in 1990 genomineerd voor 12 Oscars en won er uiteindelijk zeven. Ook de films JFK en The Bodyguard waren kassuccessen. De sciencefictionfilm The Postman, waarin Costner de hoofdrol speelde, flopte echter. The Postman kreeg in 1997 zelfs een 'Golden Raspberry'.
Sinds 2018 speelt Costner de hoofdrol in de populaire serie Yellowstone. Costner heeft een ster in de Hollywood Walk of Fame.

## Muziek
In 2005 werd de band Kevin Costner & Modern West opgericht. In 2008 kwam hun debuutalbum Untold Truths uit, en in 2010 hun tweede album Turn It On.

## Privéleven
Costner was zestien jaar lang getrouwd met Cindy Silva, tot hij in 1994 van haar scheidde. Het koppel heeft drie kinderen. Na dit huwelijk had hij een relatie met Bridget Rooney, met wie hij een zoon heeft. In september 2004 trouwde hij met de 19 jaar jongere Duitse handtasontwerpster Christine Baumgartner. Zij hebben samen drie kinderen. Het huwelijk werd in februari 2024 ontbonden.

## Filmografie
- Biblioteca Nacional de España: XX896428
- Bibliothèque nationale de France: cb12520619s (data)
- Catàleg d'autoritats de noms i títols de Catalunya: 981058511824706706
- CiNii: DA06056518
- Gemeinsame Normdatei: 119020858
- International Standard Name Identifier: 0000 0001 2148 0363
- Library of Congress Control Number: n85376866
- Nationale Bibliotheek van Letland: 000243184
- MusicBrainz: e1866900-717b-4606-b9ae-16f01f7272b0
- Bibliotheek van het Japanse parlement: 00464961
- Nationale Bibliotheek van Tsjechië: jn20000700330
- Nationale bibliotheek van Australië: 36023242
- Nationale Bibliotheek van Israël: 987007434649905171
- Nationale Bibliotheek van Polen: a0000001184764
- Nederlandse Thesaurus van Auteursnamen: 073744034
- SNAC: w6280ddj
- Système universitaire de documentation: 034451609
- Trove: 1190410
- Virtual International Authority File: 112190255
- WorldCat: E39PBJfmjwkkvwQMPbQMK6Xw4q